# Triplaris americana
Triplaris americana L. – gatunek rośliny z rodziny rdestowatych (Polygonaceae Juss.). Występuje naturalnie w Gwatemali, Panamie, Kolumbii, Wenezueli, Ekwadorze, Peru, Boliwii oraz Brazylii (w stanach Acre, Amazonas, Pará, Rondônia, Alagoas, Bahia, Ceará, Maranhão, Paraíba, Pernambuco, Piauí, Goiás, Mato Grosso do Sul, Mato Grosso, São Paulo i Parana, a także w Dystrykcie Federalnym). 

## Morfologia
PokrójWiecznie zielone drzewo dorastające do 6 m wysokości.
LiścieBlaszka liściowa o eliptycznym kształcie, niemal skórzasta, całobrzega, o zbiegającej nasadzie i zaostrzonym wierzchołku.